# Piz Lad
Le Piz Lad est un sommet de la chaîne de Sesvenna (Alpes rhétiques) à la frontière entre l'Italie et la Suisse. Il culmine à 2 807 ou 2 808 mètres d'altitude. Le tripoint entre la Suisse, l'Autriche et l'Italie, le Dreiländerpunkt, est situé à 800 mètres au nord du sommet.